# Marie-Claire Barnier
Pour les articles homonymes, voir Barnier.
Marie-Claire Barnier, née le 8 février 1940 à Valréas et morte le 3 juin 2009 à Metz, est une  joueuse de basket-ball devenue par la suite rameuse d'aviron française.

## Carrière
Marie-Claire Barnier est transférée de l'Aix Université Club au Basket Club Verdunois en 1963.
Elle participe à la montée du Basket Club Verdunois en première division du Championnat de France de basket-ball féminin en 1965.
Elle se met ensuite à l'aviron et remporte une médaille de bronze en deux de couple avec Renée Camu aux Championnats d'Europe d'aviron 1972 à Brandebourg-sur-la-Havel.